# گورگون استیر
گورگون استیر (به انگلیسی: Gorgon Stare) یک فناوری تصویربرداری ویدئویی است که توسط شرکت سیرا نوادا کورپوریشن در کشور ایالات متحده آمریکا توسعه یافته است. سیستم مذکور دارای یک آرایه کروی متشکل از 9 دوربین است. نیروی هوایی ایالات متحده آمریکا آن را "سیستم حسگر نظارتی مناطق وسیع" نام گذاری کرده است.
سیستم می تواند تصاویر متحرک را از یک شهر تهیه کند. از آنجا که فریم های تصاویر تهیه شده از استانداردهای تصاویر ویدئویی کمتر است، نمیتوان خروجی سیستم را ویدئو در نظر گرفت. این سیستم در سال 2009 برای اولین بار روی هواپیمای بدون سرنشین ام کیو-9 ریپر آزمایش و در سال 2011 بطور رسمی معرفی شد. هزینه توسعه سیستم حدود 15 میلیون دلار اعلام شده است.